# Група Аполлона

Зеленим кольором помічені орбіти астероїдів групи Аполлона, на фоні орбіт внутрішніх планет Сонячної системи.

Гру́па Аполло́на (або аполлонці) — найчисельніша група навколоземних астероїдів, що отримала назву від першого відкритого її представника — астероїда 1862 Аполлон. Разом із групами Амура та Атона належить до родини навколоземних астероїдів. Станом на 25 травня 2014 р. відомо 5965 аполлонців, що становить 54,3 % від усіх навколоземних астероїдів.

## Загальний опис
До групи належать астероїди, велика піввісь орбіти (a) яких більша за 1 а. о., а відстань у перигелії (q) менша 1,017 а. о. Практично всі вони перетинають орбіту Землі. Деякі з них можуть наближатися настільки близько, що можливе зіткнення із нашою планетою.
Такі небесні тіла становлять потенційну небезпеку. Наприклад, наприкінці 1960-х років порівняно близько від Землі пролітав астероїд 1566 Ікар. Після усвідомлення небезпеки вчені почали активніше шукати відповідні астероїди. Було розроблено методику оцінки небезпеки зіткнень із навколоземними об'єктами — шкала Торіно та шкала Палермо.
1998 року спільними зусиллями ВПС США, НАСА та Массачусетського технологічного інституту було започатковано програму LINEAR (англ. Lincoln Near-Earth Asteroid Research) для систематичного пошуку, вивчення та відстеження орбіт та характеристик навколоземних астероїдів. Майже всі вони належать до групи Аполлона. Найвідомішим серед них є астероїд 99942 Апофіс, що 13 квітня 2029 року має пролетіти на відстані менше 40 000 км від Землі.
У 2012 р. було виявлено астероїд 367943 Дуенде (тимчасове позначення — 2012 DA14) з групи Аполлона. Опівночі з 15 на 16 лютого 2013 року цей астероїд пролетів на мінімальній відстані від Землі — 27 000 км. Тобто, ближче поясу геостаціонарних супутників. 16 серпня 2020 року о 04:09 UTC астероїд 2020 QG пролетів повз Землю на відстані 2950 км.

## Цікавинки
- Невеликий астероїд (419624) 2010 SO16 має оригінальну орбіту. Орбіта астероїда являє собою вирішення задачі трьох тіл з міграцією навколо точок Лагранжа. З погляду земного спостерігача орбіта виглядає, як підкова, а сам астероїд із періодом 350 років спочатку наздоганяє Землю ззаду, обганяє її, опиняється попереду, а потім починає відставати доки знову не опиняється позаду[2].
- Астероїд (29075) 1950 DA, діаметром понад кілометр був 4 березня 2011 року сфотографований методом радіолокації. За наявними даними (до 2032 року уточнення маловірогідне) цей астероїд має значний ризик зіткнутися з Землею у 2880 році[3].